# Katryna Gaither
Katryna Renée Gaither (Wappingers Falls, 13 agosto 1975) è un'ex cestista statunitense, professionista nella ABL e nella WNBA.

## Carriera
Con gli Stati Uniti ha disputato i Campionati americani del 1997 e i Giochi panamericani di Winnipeg 1999.

## Statistiche

### Presenze e punti nei club
Statistiche aggiornate al 22 aprile 2012
| Stagione        | Squadra     | Competizione | Partite | Partite | Partite | Statistiche tiro | Statistiche tiro | Statistiche tiro | Altre statistiche | Altre statistiche | Altre statistiche | Altre statistiche | Altre statistiche |
| Stagione        | Squadra     | Competizione | Pres.   | Titol.  | Minuti  | Tiri da 2        | Tiri da 3        | Liberi           | Rimb.             | Assist            | Rubate            | Stopp.            | Punti             |
| --------------- | ----------- | ------------ | ------- | ------- | ------- | ---------------- | ---------------- | ---------------- | ----------------- | ----------------- | ----------------- | ----------------- | ----------------- |
| 2008-2009       | ACP Livorno | Serie A1     | 30      | 29      | 921     | 136/299          | 2/8              | 50/69            | 285               | 9                 | 82                | 13                | 328               |
| gen. '12-'12    | Erg Priolo  | Serie A1     | 12      | 9       | 308     | 29/69            | 0                | 18/20            | 83                | 4                 | 12                | 2                 | 76                |
| Totale carriera |             |              |         |         |         |                  |                  |                  |                   |                   |                   |                   |                   |